# Ramón Rato
Ramón de Rato Rodríguez San Pedro (Gijón, 1907-1998) fue un jurista, empresario y financiero español.

## Biografía
Fue el décimo hijo de una antigua familia asturiana, nacido en la casa solariega de los Rato en Caldones. Sus padres fueron José María de Rato y Duquesne, conde de Duquesne y Concepción Rodríguez San Pedro Alvargonzález y nieto de Faustino Rodríguez-San Pedro, abogado, ministro y alcalde de Madrid.
Licenciado en Leyes, académico de jurisprudencia y abogado, amplia estudios en la Universidad de Múnich. En su juventud recorrió Europa y escribió varios libros. Llegó a ser profesor ayudante de Derecho Penal en la cátedra de Quintiliano Saldaña, de quien fue discípulo.
La Guerra Civil le sorprende en Perú, donde le ofrecen una cátedra, pero decide regresar a España e incorporarse al bando franquista. El general Millán-Astray le otorga su confianza y funda junto con Víctor de la Serna, Ernesto Giménez Caballero, Juan Aparicio y Dionisio Ridruejo, Radio Nacional de España. Terminada la guerra cambia la toga de abogado por la de juez.   
Compra el 80% del Banco de Siero, al que renombró Banco del Norte, crea el Banco Murciano y los de Siero en Ginebra y Amberes.
Compra una emisora de Radio en Toledo, lo que refunda en 1947 en la "Cadena Rato", un canal de radio que llegó a ser la Rueda de cadenas Rato.
En noviembre de 1966 fue detenido, junto a su hijo Ramón Rato Figaredo por delito monetario”, evasión de capitales a Suiza. El padre fue condenado en 1967 a tres años y una multa de 176 millones de pesetas y su hijo a dos años de pena y una multa de 44 millones. En el proceso también fueron condenados otros colaboradores entre ellos su hermano Faustino. Fue indultado por Francisco Franco en 1971 con motivo del 35 aniversario de la exaltación de Franco.
Murió en septiembre de 1998 a los 91 años de edad.

### Familia
En julio de 1939 contrae matrimonio con Aurora Figaredo Sela (1914-2005) y son padres de tres hijos: Ramón, Ángeles y Rodrigo de Rato Figaredo.
Su hijo mayor, Ramón Rato (1940-2012) continuó con la actividad empresarial asociada a las emisoras de radio, y el 2 de abril de 1990 vendió 63 de las 72 emisoras de radio que poseía a la ONCE por cinco mil millones de pesetas (aproximadamente 30 millones de euros), dando lugar así a la red de emisoras Onda Cero. La hija primogénita de este, Patricia Rato Salazar, estuvo casada con el torero Espartaco entre los años 1991 y 2010.
Su segunda hija, María Ángeles de Rato, fue galerista de arte.
Su hijo menor, Rodrigo de Rato, fue Vicepresidente Primero del Gobierno de España , director del Fondo Monetario Internacional y presidente de Bankia.

## Obras
- Vababundo bajo la Luna (1935). Reflexión sobre los problemas de la juventud de la época en Europa.
- Una generación a la intemperie (1936). En este libro, a modo de continuación del anterior, elogia la vitalidad y superación de la juventud alemana de la época.
- Castilla engendra España (1980). Finalista del Premio Espejo de España.
- Roma busca un amo (1981). Donde trata de explicar la trascendencia de Roma y por qué se nos envió a Jesucristo en esa época y lugar.
- Diccionario Bable (1985). Reedición del primer diccionario Bable que escribiera su abuelo Apolinar de Rato y Hevia, en 1891.